# 23-as busz (Kaposvár)
A kaposvári 23-as busz a Kaposfüred és a Kaposvári Egyetem között közlekedik, összekötve a Kaposfüredi városrész, Kinizsi, a Toldi és a Béke-Füredi lakótelepet, a Füredi úti csomópontot, az Északnyugati városrészt, a Tisztviselőtelepet, a kisgáti városrészt, a Mező utcai csomópontot, a keleti iparterületeket és az Egyetemet. A város azon kevés járatainak egyike, amelyek nem érintik a Belvárost. A buszvonalat a Kaposvári Tömegközlekedési Zrt. üzemelteti.

## Útvonal
A táblázatban a Kaposfüredről induló irány látható.
| Útvonal                        |
| ------------------------------ |
| Kaposfüredi út                 |
| Állomás utca                   |
| Kaposfüredi út                 |
| Füredi út                      |
| Füredi csomópont               |
| 48-as ifjúság útja (610-es út) |
| Árpád utca (610-es út)         |
| Dr. Guba Sándor utca           |

## Megállóhelyek
A táblázatban a megállók a Kaposfüredről induló irány szerint vannak felsorolva.
| Megálló                    | Össz. km (oda) | Össz. idő (oda) | Össz. km (vissza) | Össz. idő (vissza) | Átszállási lehetőség                               | A közelben található |
| -------------------------- | -------------- | --------------- | ----------------- | ------------------ | -------------------------------------------------- | --- |
| Laktanya                   | 0              | 0               | 6,8               | 17                 | 12, 70, 71, 72, 73, 42, 43, 47, 51, 26, 27         | Praktiker, Lidl, Marázplast, Mentavill, laktanya, Raktár utcai nagykereskedések, ipari telephelyek                                                                                        |
| Búzavirág utca             | 0,9            | 1               | 6,5               | 16                 | 10, 11, 11Y, 20, o20A, 26, 27                      | Kinizsi Lakótelepi Általános Iskola, Óvodák |
| Kinizsi-lakótelep          | 1,3            | 2               | 6                 | 15                 | 10, 11, 11Y, o20, o20A, 26, 27                     | Leányotthon |
| Toldi-lakónegyed           | 1,7            | 3               | 5,6               | 14                 | 10, 11, 11Y, o20, o20A, 27                         | Toldi Lakótelepi Általános Iskola és Gimnázium, Posta, Nemzeti Adó- és Vámhivatal, Szent Margit Templom                                                                                   |
| Füredi úti csomópont       | 2,1            | 5               | 5,2               | 12                 | 1, 10, 11, 11Y, 13, o20, o20A, 20, 20A, 27, 31, 91 | CBA Cent Bevásárlóközpont, Posta, Óvoda, TESCO |
| ÁNTSZ                      | 2,6            | 7               | 4,7               | 10                 | 10, 20, 20A, 26, 27 Honvéd u.: 12                  | ÁNTSZ, Munkácsy Mihály Gimnázium, Berzsenyi park, Evangélikus templom, Óvodák, Bölcsőde, Zselic Áruház, OTP, Patyolat, Szolgáltatóház, Éjjel-nappali, Sávház                              |
| Pázmány Péter utca         | 3,4            | 9               | 3,9               | 8                  | 10, 20, 20A, 26, 27, 81                            | Eötvös Loránd Műszaki Szakközépiskola, Szakiskola és Kollégium; Somogy Megyei Rendőr-főkapitányság; Egészségügyi Főiskola (PTE ETK); Penny Market                                         |
| Kisgát                     | 4,2            | 11              | 3,2               | 6                  | 20, 20A, 26, 27, 81                                | Klebelsberg Középiskolai Kollégium, Somogy-Flandria Inkubátorház és Konferencia Központ, Somogy Megyei Vállalkozói Központ Közalapítvány, Aldi, Lidl, ipari telephelyek, nagykereskedések |
| Mező utcai csomópont       | 4,6            | 12              | 2,7               | 5                  | 8, 8B, 8E, 18, 20, 20A, 26, 81                     | Keleti temető, ipari telephelyek, nagykereskedések |
| Guba Sándor u. 57.         | 5,2            | 13              | 2,1               | 4                  | 8, 8E, 18                                          | E.ON Kaposvári Régióközpont, ipari telephelyek, nagykereskedések |
| Guba Sándor u. 81.         | 5,9            | 14              | 1,4               | 3                  | 8, 8E, 18                                          | Vízmű, ipari telephelyek, nagykereskedések |
| Villamossági Gyár          | 64             | 15              | 0,9               | 2                  | 8, 8E, 18                                          | Vízmű, Villamossági Gyár, ipari telephelyek, nagykereskedések |
| Kaposvári Egyetem, forduló | 7,3            | 17              | 0                 | 0                  | 8, 8E, 18                                          | Kaposvári Egyetem: Állattudományi Kar, Gazdaságtudományi Kar, Pedagógiai Kar, Egészségügyi Centrum, Pannon Lovasakadémia; Móricz Zsigmond Mezőgazdasági Szakképző Iskola                  |

## Menetrend
- Aktuális menetrend Archiválva 2013. november 14-i dátummal a Wayback Machine-ben
- Útvonaltervező[halott link]